# Campeonato da Europa de Atletismo de 2014 - 10000 m feminino
A prova dos 10000 metros feminino do Campeonato da Europa de Atletismo de 2014 foi disputada no dia 12 de agosto de 2014 no Estádio Letzigrund em Zurique, na Suíça. 
O evento foi executado como uma final reta. Em uma corrida lenta, tática, a atleta britânica Jo Pavey ganhou a medalha de ouro, tornando-se, com 40 anos, o mais antigo campeão europeu de atletismo na história do evento. As francesas Clémence Calvin e Laila Traby completaram o pódio. 

## Recordes
Antes desta competição, os recordes mundiais e do campeonato nesta prova eram os seguintes:
|                       | Nome              | Nacionalidade | Tempo     | Local   | Data                  |
| --------------------- | ----------------- | ------------- | --------- | ------- | --------------------- |
| Recorde mundial       | Wang Junxia       | China         | 29m31s78  | Pequim  | 8 de setembro de 1993 |
| Recorde do campeonato | Paula Radcliffe   | Reino Unido   | 30m01s 09 | Munique | 8 de agosto de 2002   |
| Recorde europeu       | Elvan Abeylegesse | Turquia       | 29m56s34  | Pequim  | 15 de agosto de 2008  |

## Medalhistas
| Ouro               | Prata                 | Bronze            |
| Joanne Pavey (GBR) | Clémence Calvin (FRA) | Laila Traby (FRA) |

## Cronograma
Todos os horários são locais (UTC+2).
| Data         | Hora  | Evento |
| ------------ | ----- | ------ |
| 12 de agosto | 20:10 | Final  |

## Resultado final
| Posição           | Atleta                | Nacionalidade | Tempo    | Notas           |
| ----------------- | --------------------- | ------------- | -------- | --------------- |
| Medalha de ouro   | Jo Pavey              | Grã-Bretanha  | 32:22.29 |                 |
| Medalha de prata  | Clémence Calvin       | França        | 32:23.58 |                 |
| Medalha de bronze | Laila Traby           | França        | 32:26.03 | Recorde pessoal |
| 4                 | Jip Vastenburg        | Países Baixos | 32:27.37 | NUR             |
| 5                 | Sara Moreira          | Portugal      | 32:30.12 |                 |
| 6                 | Sabrina Mockenhaupt   | Alemanha      | 32:30.49 |                 |
| 7                 | Volha Mazuronak       | Bielorrússia  | 32:31.15 | Recorde pessoal |
| 8                 | Fionnuala Britton     | Irlanda       | 32:32.45 |                 |
| 9                 | Krisztina Papp        | Hungria       | 32:32.62 |                 |
| 10                | Yelena Nagovitsyna    | Rússia        | 32:33.64 |                 |
| 11                | Jelena Prokopcuka     | Letônia       | 32:34.03 |                 |
| 12                | Dulce Félix           | Portugal      | 32:35.90 |                 |
| 13                | Karolina Jarzyńska    | Polónia       | 32:40.98 |                 |
| 14                | Beth Potter           | Grã-Bretanha  | 32:53.17 |                 |
| 15                | Almensch Belete       | Bélgica       | 33:03.87 |                 |
| 16                | Carla Salomé Rocha    | Portugal      | 33:05.49 |                 |
| 17                | Lidia Rodríguez       | Espanha       | 33:17.39 |                 |
| 18                | Gema Barrachina       | Espanha       | 33:24.65 |                 |
| 19                | Katarína Berešová     | Eslováquia    | 33:28.60 |                 |
| 20                | Valentina Galimova    | Rússia        | 33:36.45 |                 |
| 21                | Zsófia Erdélyi        | Hungria       | 33:41.72 |                 |
| 22                | Anastasía Karakatsáni | Grécia        | 33:53.00 | NUR             |
| 23                | Lucie Sekanová        | Chéquia       | 33:57.29 |                 |
| 24                | Runa Skrove Falch     | Noruega       | 38:06.69 |                 |
|                   | Sophie Duarte         | França        |          | DNF             |
|                   | Dolores Checa         | Espanha       |          | DNS             |

Legenda
| Recorde mundial       | Recorde mundial (World record)               |                       | Recorde africano                      | Recorde africano (African) |                                           | Q | Classificado por posição (Qualified) |
| Recorde do campeonato | Recorde do campeonato (Championship record)  | Recorde da América    | Recorde da América (Americas)         | q                          | Classificado por melhor tempo (Qualified) |   |                                      |
| Melhor marca do ano   | Melhor marca do ano (World leading)          | Recorde asiático      | Recorde asiático (Asian)              | DNS                        | Não largou (Did not start)                |   |                                      |
| Recorde nacional      | Recorde nacional (National record)           | Recorde europeu       | Recorde europeu (European)            | DNF                        | Não terminou (Did not finish)             |   |                                      |
| Recorde pessoal       | Recorde pessoal do atleta (Personal best)    | Recorde da Oceania    | Recorde da Oceania (Oceania)          | DSQ / DQ                   | Desclassificado (Disqualified)            |   |                                      |
| Recorde da temporada  | Recorde da temporada do atleta (Season best) | Recorde sul-americano | Recorde sul-americano (South America) | NM                         | Sem marca (No mark)                       |   |                                      |